# XT4S1S TOUR
XT4S1S TOUR fue la tercera gira musical por la cantante mexicana Danna Paola, como parte de la promoción de su sencillo «XT4S1S». La gira recorrió varias ciudades de Latinoamérica, Norteamérica y una en Europa, siendo así la primera gran gira como solista de Danna.

## Antecedentes
En febrero de 2020, derivado de la pandemia de COVID-19, canceló su Mala Fama Tour en varias ciudades de México, los conciertos que quedaron pendientes en México fueron reprogramados para esta nueva gira (con un boleto de precio equivalente al anterior). Por motivo del lanzamiento de su álbum K.O., dio un concierto virtual llamado Welcome to my Break Up Party el 14 de febrero de 2021. En agosto del 2021, dio un espectáculo al aire libre en el Autódromo Hermanos Rodríguez para promoción de sus sencillos «MÍA» y «Kaprichosa»; en mayo de 2022 volvió a presentarse en ese mismo recinto, formando parte del festival Tecate Emblema 2022. El último concierto que ofreció con el concepto del álbum K.O. fue en el festival Juntos en Concierto 2022 en Lima, Perú. 
Se anunció a través de las redes sociales el 4 de agosto de 2022, con 7 fechas en México, en ciudades como Ciudad de México, Guadalajara y Monterrey, días después anunció más fechas en el país. Esta nueva gira cuenta con nuevos visuales y sonidos que se relacionan con el concepto del sencillo «XT4S1S».

## Escenario
El escenario del XT4S1S TOUR se caracteriza por una estructura de metal con forma de «X» que simboliza la era «XT4S1S», el cual cuenta con un elevador que se eleva a Danna al inicio del concierto y durante la presentación de «A un beso». Este escenario presenta un telón donde se proyecta la introducción del concierto, el cual luego cae para marcar el inicio del espectáculo. Además de efectos especiales como fuego y chispas, se destaca por una pantalla trasera que ofrece visuales impactantes, enriqueciendo la experiencia visual para el público.

## Recepción y críticas
Críticamente
Mariela Pocurull escribió para Así Soy TV: "..podemos ver increíbles coreografías, cambios de escenografías, juegos lasers para crear un ambiente mágico y pirotecnia para explotar en emoción después de ver a la cantante volar por el escenario". Cristina Álvarez comentó para ¡HOLA! que la "artista mexicana arrasó en el escenario interpretando sus canciones más conocidas, con espectaculares juegos de luces, un vestuario increíble y coreografías muy trabajadas".
La actuación principal de Danna en el Tecate Emblema luego de su concierto en Puebla (dos conciertos en un día) fue elogiada por los críticos, y muchos elogiaron su voz e imágenes. El Universal dio una revisión positiva, escribiendo: "dio cátedra de su voz y capacidades para involucrar a su público, quienes cantaron a todo pulmón sus temas clásicos". Támara Santillán de Elle declaró que Danna "incendió a la multitud".También afirmó que "salvo el Tecate Emblema tras cancelación de Enrique Iglesias".
La etapa de la gira en Norteamérica también recibió críticas positivas. La revista Rollingstone destacó su voz en vivo que "destaca por su fuerza y constancia a pesar de estar bailando de inicio a fin, se entrelaza con efectos visuales y coreografías, creando una experiencia multisensorial que nos transporta al universo que la cantante ahora construye desde cero". Angelo Marchini de Soundcheck señaló que: "La producción del concierto fue un espectáculo en sí mismo. Una coreografía intrincada, efectos visuales fascinantes y una interacción dinámica de luces y colores elevaron toda la actuación a un espectáculo multisensorial".
Su parada por Latinoamérica fue bien recibida por los críticos. Kimberly Herrera, de La Nacion elogio diciendo que "Danna provocó que la ventosa noche se convirtiera en una cálida velada y no solo con su música, sino por su carisma y la forma en que se le acercaba a los fans". La revista El Salvador sobre el último concierto de la gira comento: "Junto a ella un grupo coreográfico energético que al compás de las melodías ejecutaron movimientos que rápidamente prendieron a los presentes y los puso a bailar [...] los fanáticos la aclamaron de principio a fin".
Comercialmente
En febrero de 2023 se supo luego del concierto en el Auditorio Nacional que la primera etapa de la gira, formada por las 14 fechas Latinoamericanas, obtuvo una certificación por vender más de 100.000 boletos en el XT4S1S TOUR.

## Repertorio
| Tour México |
| --- |
| La siguiente lista de canciones corresponde a los conciertos realizados en el Auditorio Nacional de la Ciudad de México el 25 y 26 de febrero de 2023. 1. «MÍA» 2. «Valientes» 3. «Mala fama» 4. «Noche de sexo» (Cover de Wisin & Yandel) 5. «Cachito» 6. «TQ Y YA» 7. «A un beso» 8. «El primer día sin ti» 9. «Oye Pablo» 10. «Amor ordinario» 11. «Dos extraños» 12. «Me, myself» 13. «Nada» 14. «Sodio» 15. «T.A.C.O.» 16. «1TRAGO» 17. «Calla tú» 18. «Agüita» Encore: 1. «XT4S1S» |

| Tour Internacional |
| --- |
| La siguiente lista de canciones corresponde a los conciertos en España, Norteamérica y Centroamérica. 1. «MÍA» 2. «Valientes» 3. «Mala fama» 4. «Noche de sexo» (Cover de Wisin & Yandel) 5. «Cachito» 6. «TQ Y YA» 7. «El primer día sin ti» 8. «Oye Pablo» 9. «Amor ordinario» 10. «Me, myself» 11. «Nada» 12. «Sodio» 13. «T.A.C.O.» 14. «TENEMOS QUE HABLAR» 15. «Me pregunto» (Cover de Belanova) 16. «1TRAGO» 17. «Calla tú» 18. «Agüita» Encore: 1. «XT4S1S» |

| Notas |
| --- |
| - Anterior a la presentación en Mérida, el 9 de diciembre de 2022, Danna interpretaba un cover de «El triste» de José José, antes de interpretar «Amor Ordinario" pero a partir de esta fecha fue reemplazado por su canción «Dos extraños». - En la presentación de Inglewood, el 4 de agosto de 2023, Danna cantó junto con Sofía Reyes su colaboración «tqum» entre las canciones «T.A.C.O.» y "Me preguntó" |

## Fechas
| Fecha                    | Ciudad              | País           | Recinto                              |
| Latinoamérica            | Latinoamérica       | Latinoamérica  | Latinoamérica                        |
| ------------------------ | ------------------- | -------------- | ------------------------------------ |
| 11 de noviembre de 2022  | Guadalajara         | México         | Auditorio Telmex                     |
| 16 de noviembre de 2022  | Ciudad de México    | México         | Auditorio Nacional                   |
| 19 de noviembre de 2022  | Monterrey           | México         | Auditorio Citibanamex                |
| 28 de noviembre de 2022  | Ciudad de México    | México         | Auditorio Nacional                   |
| 2 de diciembre de 2022   | Puebla              | México         | Auditorio metropolitano Puebla       |
| 9 de diciembre de 2022   | Mérida              | México         | Foro GNP Seguros                     |
| 17 de diciembre de 2022  | San Luis Potosí     | México         | Plaza De Toros                       |
| 4 de febrero de 2023     | Acapulco            | México         | Fórum de Mundo Imperial              |
| 10 de febrero de 2023    | Morelia             | México         | Plaza De toros Monumental            |
| 11 de febrero de 2023    | Guadalajara         | México         | Auditorio Telmex                     |
| 17 de febrero de 2023    | Torreón             | México         | Coliseo Centenario                   |
| 18 de febrero de 2023    | Monterrey           | México         | Auditorio Citibanamex                |
| 25 de febrero de 2023    | Ciudad de México    | México         | Auditorio Nacional                   |
| 26 de febrero de 2023    | Ciudad de México    | México         | Auditorio Nacional                   |
| 3 de marzo de 2023       | Querétaro           | México         | Auditorio Josefa Ortiz de Domínguez  |
| 4 de marzo de 2023       | León                | México         | Domo de la Feria                     |
| 10 de marzo de 2023      | Mexicali            | México         | Auditorio del estado                 |
| 11 de marzo de 2023      | Tijuana             | México         | Museo Interactivo el Trompo          |
| 16 de abril de 2023      | Aguascalientes      | México         | Feria Nacional de San Marcos         |
| 13 de mayo de 2023       | Puebla              | México         | Teatro del Pueblo                    |
| 13 de mayo de 2023       | Ciudad de México    | México         | Autódromo Hermanos Rodríguez         |
| 9 de junio de 2023       | Cancún              | México         | Plaza de Toros Cancún                |
| Europa                   |                     |                |                                      |
| 4 de agosto de 2023      | Burriana            | España         | Arenal Sound                         |
| Norteamérica             |                     |                |                                      |
| 11 de agosto de 2023     | San José            | Estados Unidos | San Jose Civic                       |
| 18 de agosto de 2023     | Houston             | Estados Unidos | 713 Music Hall                       |
| 19 de agosto de 2023     | Irving              | Estados Unidos | The Pavilion at Toyota Music Factory |
| 22 de agosto de 2023     | San Antonio         | Estados Unidos | The Aztec Theater                    |
| 24 de agosto de 2023     | Inglewood           | Estados Unidos | YouTube Theatre                      |
| 26 de agosto de 2023     | Toronto             | Canadá         | History                              |
| 27 de agosto de 2023     | Rosemont            | Estados Unidos | Rosemont Theatre                     |
| 1 de septiembre de 2023  | Miami               | Estados Unidos | James L.Knight Theatre               |
| 2 de septiembre de 2023  | Atlanta             | Estados Unidos | Coca Cola Roxy                       |
| 3 de septiembre de 2023  | El Paso             | Estados Unidos | Brightside Music Festival            |
| 9 de septiembre de 2023  | Nueva York          | Estados Unidos | Palladium Times Square               |
| 13 de septiembre de 2023 | Denver              | Estados Unidos | Paramount Theater                    |
| 15 de septiembre de 2023 | Phoenix             | Estados Unidos | Arizona Financial Theatre            |
| 16 de septiembre de 2023 | El Cajón            | Estados Unidos | The Magnolia                         |
| 21 de septiembre de 2023 | Las Vegas           | Estados Unidos | House of Blues                       |
| 24 de septiembre de 2023 | McAllen             | Estados Unidos | McAllen Performing Arts Center       |
| Latinoamérica            |                     |                |                                      |
| 21 de octubre de 2023    | Guadalajara         | México         | Auditorio Benito Juárez              |
| 19 de noviembre de 2023  | León                | México         | Parque Metropolitano de León         |
| 25 de noviembre de 2023  | Cuernavaca          | México         | Campo Unión de Patriotas             |
| 1 de diciembre de 2023   | San José            | Costa Rica     | Parque Viva                          |
| 2 de diciembre de 2023   | Ciudad de Guatemala | Guatemala      | Forum Majadas                        |
| 3 de diciembre de 2023   | San Salvador        | El Salvador    | Salamanca                            |

Fechas anuladas
| Fecha                   | Ciudad        | País           | Recinto                     | Motivo                    |
| ----------------------- | ------------- | -------------- | --------------------------- | ------------------------- |
| 29 de octubre de 2022   | Salvatierra   | México         | Explanada del Carmen        | Retraso en la producción. |
| 18 de marzo de 2023     | Boca del Río  | México         | World Trace Center Veracruz | Fraude por la boletera.   |
| 3 de junio de 2023      | Orizaba       | México         | Coliseo de la Concordia     | Problemas de logística.   |
| 15 de junio de 2023     | Oaxaca        | México         | Auditorio Guelaguetza       | Remodelación del recinto. |
| 29 de agosto de 2023    | Nashville     | Estados Unidos | Brooklyn Bowl               | Desconocida               |
| 5 de septiembre de 2023 | Charlotte     | Estados Unidos | The Fillmore Charlotte      | Desconocida               |
| 6 de septiembre de 2023 | Silver Spring | Estados Unidos | The Fillmore Silver Spring  | Desconocida               |